# Irena Lasota
Irena Lasota (ur. jako Irene Hirszowicz 25 lipca 1945 we Francji) – polska filozofka, publicystka, wydawczyni, działaczka społeczna i polityczna, prezes i współdyrektorka Instytutu na rzecz Demokracji w Europie Wschodniej (Institute for Democracy in Eastern Europe). Jej aktywność datuje się od wydarzeń Marca 1968, czyli ogólnopolskich wystąpień młodzieży akademickiej przeciwko reżimowi komunistycznemu. Wkrótce po Marcu Lasota wyemigrowała do Francji, a następnie do Stanów Zjednoczonych. Jest komentatorką polskich i amerykańskich spraw bieżących i pozostaje silną zwolenniczką wolności słowa i demokratycznych instytucji.
Siostra Jeana-Pierre’a Lasoty.

## Życiorys

### Dzieciństwo i młodość
Urodziła się we Francji wkrótce po zakończeniu II wojny światowej w Europie. W 1948 r. przeniosła się wraz z rodzicami do Polski. Rodzina zmieniła wtedy nazwisko z Hirszowicz na Lasota. W 1958 dołączyła do Hufca Walterowskiego, młodzieżowej organizacji reaktywowanej w 1956, w dobie postalinowskiej, pod egidą Związku Harcerstwa Polskiego. Hufcem dowodził Jacek Kuroń. Hufiec stał się matecznikiem wielu późniejszych liderów demokratycznej opozycji w komunistycznej Polsce, włącznie z Andrzejem Sewerynem i Adamem Michnikiem.

### Aktywność polityczna w Polsce
W latach 1962–1968 Lasota studiowała filozofię na Uniwersytecie Warszawskim. W 1964 założyła wespół z innymi studentami grupę dyskusyjną. Znaleźli się w niej: Teresa Bogucka, Maciej Czechowski, Józef Dajczgewand, i Wiktor Górecki. Służyła również celom samokształceniowym w obrębie nauk społecznych. Rozprowadzano na niej kopie paryskiej „Kultury” oraz tworzono fundusz pomocowy na wypadek represji rządowych. Członkowie uczestniczyli w spotkaniach Związku Młodzieży Socjalistycznej (ZMS), którego Lasota była przez trzy miesiące w 1964 członkiem. Lasota dystansowała się ideologicznie od innej grupy wywodzącej się z Hufca, której przewodził Adam Michnik. Jacek Kuroń tak komentował to ochłodzenie relacji: „zgodnie z zasadami, które przedstawiła im Irena, stawiali sobie za cel skupienie młodzieży zamieszkałej w akademikach, młodzieży z prowincji, ze środowisk robotniczych, chłopskich. […] Zarzucali Adamowi [Michnikowi] i jego przyjaciołom elitaryzm, zamykanie się w swoim własnym kręgu, salonie – jak mówili” („Wiara i wina”, NOWA, Warszawa, 1990).
Między 1966 a 1967 uczestniczyła w polemikach na forum otwartych spotkań ZMS. W tym samym czasie podjęła współpracę z Antonim Zambrowskim i udzielała mu wsparcia w dystrybucji nielegalnych publikacji, np. tłumaczeń zakazanych utworów politologicznych. W 1967 i w następnych latach, opracowywała i kolportowała na Uniwersytecie Warszawskim polityczne oświadczenia. Pracowała jako asystentka redaktora w wydawnictwie „Wiedza Powszechna”.
Od stycznia 1968 uczestniczyła w działaniach, które skutkowały w Polsce kryzysem marcowym i falą protestów studenckich. 30 stycznia 1968 w Warszawie odbyła się demonstracja przeciwko cenzurze i usunięciu Mickiewiczowskich „Dziadów” w reżyserii Kazimierza Dejmka z repertuaru Teatru Narodowego. Pierwotnie sztukę grano cztery wieczory w tygodniu, po czym Dejmek został zmuszony, by ograniczyć częstotliwość do jednego razu tygodniowo, młodzieży szkolnej nie sprzedawać więcej niż 100 biletów po cenach normalnych oraz odnotowywać reakcje publiczności. Mimo szykan ze strony ZMS i Służby Bezpieczeństwa, poddana inwigilacji i konfiskatom, Lasota zdołała sfinalizować liczącą 3145 podpisów petycję, którą przesłała do Marszałka Sejmu 16 lutego. Odczytując rezolucję podczas wiecu w dniu 8 marca, zażądała przywrócenia na uczelnię Michnika i Henryka Szlajfera, którzy zostali wydaleni z uniwersytetu oraz zaprzestania wszystkich innych akcji represjonujących studentów.
Lasota następnie spotkała się wraz z delegacją studentów z zastępcą rektora. Niebawem została aresztowana i stanęła przed kolegium ds. wykroczeń, które wymierzyło jej karę dwóch miesięcy pozbawienia wolności za „deptanie zabłoconymi butami po ławce publicznej”. Została zwolniona w sierpniu 1968, lecz wkrótce stanęła przed sądem. W kwietniu 1969 otrzymała nowy wyrok, tym razem półtora roku więzienia za przynależność do nielegalnej organizacji. Równocześnie, we współpracy z Jakubem Karpińskim, Grażyną Kuroniową, Andrzejem Zabłudowskim, gromadziła informacje na temat toczących się śledztw dotyczących podsądnych oskarżanych o udział w „wydarzeniach marcowych”, które miały trafić na Zachód.

### Życie i działalność za granicą
Lasota została wydalona z uczelni i w 1970 opuściła Polskę ze swoim ówczesnym mężem Andrzejem Zabłudowskim. Aby móc wyjechać z Polski, zrzekła się polskiego obywatelstwa. Pod pretekstem wyjazdu do Izraela para wyjechała do Francji, a następnie w tym samym roku wyemigrowała do Stanów Zjednoczonych. Tam kontynuowała studia, kończąc w 1972 Temple University w Filadelfii z dyplomem nauczyciela edukacji specjalnej. Przez następne 9 lat, do 1982 pracowała jako dziecięcy terapeuta. W 1975 podjęła studia na Uniwersytecie Columbia i ukończyła je w 1979 z dyplomem absolwenta nauk politycznych, w specjalizacji „międzynarodowy komunizm”. Pozwoliło jej to wystąpić z cyklem wykładów na uniwersytetach Fordham i Yale, prowadzonych w latach 1980–1981.
Wciąż była aktywna politycznie, recenzując i włączając się w wydarzenia rozgrywające się w Polsce. Mimo wpisania na listę osób niepożądanych w PRL, odwiedziła Polskę czterokrotnie, w 1975, 1977, 1979 i 1984, przywożąc zakazane publikacje i kolportując je wśród znajomych. Na Zachodzie zwracała uwagę tamtejszych mediów na wydarzenia w Polsce, zarazem je tłumacząc i dostarczając informacji. Pisała do „New Daily” w Nowym Jorku i współpracowała z londyńskim „Aneksem”. W 1975 została publicystką i stałym współpracownikiem Radia Wolna Europa i BBC. Od 1976 utrzymywała relacje z amerykańską centralą związkową AFL-CIO, której, jako główny konsultant Rady Dyrektorów, dostarczała informacji o prześladowaniach robotników w Polsce. W 1977 Lasota organizowała apel amerykańskich intelektualistów w obronie aresztowanych członków Komitetu Obrony Robotników. W tym samym roku założyła, wspólnie z Roberte Sharletem i Ireną Grudzińską, Grupę Koordynacyjną Amnesty International na Europę Wschodnią.
Od 1981 była wydawcą wielu publikacji, w tym Committee in Support of Solidarity Reports, Solidarity Bulletin i Uncaptive Mind. Pisała artykuły, które ukazywały się na łamach prasy „podziemnej” w Polsce. W 1981 Lasota, wspólnie z Erikiem Chenowethem, Karpińskim i Jerzym Warmanem, założyła w Nowym Jorku Committee in Support of Solidarity. Komitet był aktywny politycznie, organizował demonstracje, m.in. w siedzibie ONZ w Nowym Jorku w 1982. Podczas sesji poświęconej problemowi rozbrojenia, Lasota i Chenoweth zdołali przeszmuglować i rozwinąć przed Andriejem Gromyką baner, następującej treści: „Rozbroić Breżniewa, rozbroić Jaruzelskiego”. Zostali następnie usunięci z budynku przez ochronę. Komitet sprawnie pozyskiwał fundusze, dzięki którym nabywał i gromadził materiały i sprzęt dla organizacji wolnościowych w Polsce, w tym magnetofony, tranzystorowe odbiorniki radiowe, farbę drukarską, sprzęt do sitodruku, które, z pomocą setek opozycyjnych działaczy, szmuglowano między Polską, USA i Francją. Przykładem zdolności pozyskiwania funduszy był koncert skrzypaczki Wandy Wiłkomirskiej, zorganizowany w Nowym Jorku. Uzbierano 8300 USD na rzecz polskiej opozycji.
W 1984 komitet rozszerzył swą działalność, wkrótce przeobrażając się w Institute for Democracy in Eastern Europe (IDEE). Organizacja rozszerzyła swą działalność o materialne wsparcie dla ruchów opozycyjnych w Czechosłowacji i na Węgrzech. IDEE otrzymywał donacje z amerykańskich fundacji wspierających niezależne inicjatywy w tych krajach (w rzeczywistości z Centralnej Agencji Wywiadowczej). W listopadzie 1989 co najmniej 194 periodyki i „podziemne” akcje otrzymały 143 760 USD pomocy, przekazanych na rachunek wielu kompozytorów, artystów i poetów. Pełny raport na ten temat został opublikowany przez Lasotę w „Kulturze” (nr 4/1990). IDEE przekazało ponadto ponad 250 tys. USD do Konsorcjum Wydawnictw Niezależnych, wraz z dodatkowymi sumami na rzecz Regionalnego Komitetu Wykonawczego NSZZ „Solidarność” Mazowsze, Niezależnego Zrzeszenia Studentów i Pomarańczowej Alternatywy. W 1986 dysponowała sumą 200 tys. USD od fundacji George’a Sorosa na małe stypendia między 500 a 1000 USD. Stypendium otrzymało 177 osób, które odbyły podróże studyjne do Londynu i Paryża. W zamyśle trafiało do osób, które miały stać się późniejszą naukową i polityczną elitą.
W 1985 Lasota przeniosła się do Paryża. Stamtąd, z pomocą drugiego męża Jakuba Karpińskiego, kontynuowała wysyłkę tysięcy książek do Polski. Wspólnie w latach 1985–1991 publikowali serię wydawniczą „Konfrontacje”, składającą się z tłumaczonych na język polski badań nad działaniami antykomunistycznej opozycji. Seria zawierała 14 tomów, często wznawianych w niezależnych wydawnictwa, m.in. w „PoMost” czy „Res Publica”. Od czasu upadku komunizmu w Europie Wschodniej po 1989 Lasota koncentrowała się na pomocy finansowej i organizacyjnej na rzecz niezależnych inicjatyw w byłym Związku Sowieckim. W 1992 otworzyła fundację IDEE w Polsce.

## Publikacje

### Wydawca
- Bulletin Solidarność
- Biuletyn Informacyjny
- Listy więźniów
- Repression in Poland
- Różne badania Komitetu Helsińskiego Polska
- Committee in Support of Solidarity Reports
- Konfrontacje
- Uncaptive Minds
- World Affairs
- Droga do Solidarności – wybór artykułów Marka Tarniewskiego (Jakuba Karpińskiego) i dokumentów z lat 1956–1981

### Współautor
- New Daily
- Aneks
- Radio Wolna Europa
- The New York Times
- Kultura
- Orientacja na Prawo
- Tu i teraz
- Przegląd Wiadomości Agencyjnych
- Rzeczpospolita
- Salon24

## Nagrody i odznaczenia
- Krzyż Komandorski Orderu Odrodzenia Polski (2008)[9]
- Krzyż Oficerski Orderu Odrodzenia Polski (2006)[10]
- Członek Honorowy gruzińskiej Partii Republikańskiej (1999)